# Islam Slimani
Islam Slimani (arabisch إسلام سليماني, DMG Islām Sulaimānī; * 18. Juni 1988 in Algier) ist ein algerischer Fußballspieler, der derzeit beim algerischen Verein CR Belouizdad unter Vertrag steht. Seit 2021 ist er Rekordtorschütze seines Landes sowie seit dem 20. Januar 2024 auch Rekordnationalspieler. 

## Karriere

### Verein
Islam Slimani begann seine Karriere 2007 bei JSM Chéraga in der dritten algerischen Liga, wo er auch bereits in der Jugend aktiv war. Nachdem Slimani in der Saison 2008/09 für den Verein in 20 Ligaspielen insgesamt 18 Tore erzielt hatte, wechselte er am 17. Mai 2009 für eine Ablösesumme von 800.000 algerische Dinar zum Erstligisten CR Belouizdad, wo er einen Zwei-Jahres-Vertrag unterschrieb. Auch für Belouizdad war er in den darauffolgenden Spielzeiten als Torjäger erfolgreich. Auf den Tag genau zwei Jahre nach seinem Wechsel erzielte er beim 7:1-Kantersieg über JS Kabylie vier Treffer. Im Juli 2011 verlängerte er seinen Vertrag um zwei weitere Jahre, obwohl mehrere französische Vereine an Slimani interessiert waren. Gegen Ende der Saison 2012/13 deutete sich immer mehr ein Wechsel Slimanis nach Europa an. Nachdem er diesen Wunsch im Juli 2013 konkret geäußert hatte, wurde ihm zunächst die Freigabe verweigert. Jedoch wurde er nur wenige Wochen später vom Schiedsgericht für Streitfragen auf Grund nicht erfolgter Gehaltszahlungen aus seinem Vertrag mit CR Belouizdad entlassen. Kurz darauf begab er sich nach Frankreich, um Verhandlungen mit dem FC Nantes zu führen. Am 8. August unterschrieb er jedoch einen Vertrag bei Sporting Lissabon, der bis 2017 datiert und eine Ausstiegsklausel von 30 Millionen Euro enthält. Slimani, welcher 2008 noch in der fünften algerischen Liga spielte, debütierte schließlich am 17. September 2014, gut sechs Jahre später, in der UEFA Champions League gegen NK Maribor. Am 31. August 2016 gab Leicester City Slimanis Verpflichtung bekannt. Er unterschrieb einen Fünfjahresvertrag. Ende Januar 2018 wurde Slimani für den Rest der Saison an Newcastle United ausgeliehen. Aufgrund einer Oberschenkelverletzung bis März 2018 und einer Sperre durch das Sportgericht für die letzten drei Spiele der Saison bestritt er nur vier Ligaspiele für Newcastle. In der nächsten Saison wurde er an Fenerbahçe Istanbul ausgeliehen. Ab Ende Februar 2019 wurde er dort nicht mehr im Spieltagskader berücksichtigt. Zur Saison 2019/20 erfolgte eine erneute Ausleihe, diesmal zum AS Monaco mit anschließender Kaufoption. Nach Ende der Ausleihe gehörte Sliman wieder zum Kader von Leicester City, bestritt aber nur ein einziges Spiel für den Verein am 18. Oktober 2020. Mitte Januar 2021 wurde ein Wechsel zum französischen Erstligisten Olympique Lyon vereinbart. Anfang 2022 kehrte Islam Slimani zu Sporting Lissabon zurück und absolvierte dort 12 Pflichtspiele, in denen er vier Treffer für die Portugiesen erzielte. Zur Saison 2022/23 wechselte er wieder zurück nach Frankreich zum Erstligisten Stade Brest.
Ein halbes Jahr später verließ Islam Slimani diesen wieder und schloss sich Ende Januar 2023 dem belgischen Erstligisten RSC Anderlecht für den Rest der Saison an. Er bestritt 10 von 11 möglichen Ligaspiele für Anderlecht, in denen acht Tore schoss, sowie alle sechs möglichen Spiele in der Conference League mit einem geschossenen Tor. 
Nachdem sein Vertrag mit Saisonende ausgelaufen war, war er zunächst ohne Verein. Mitte August 2023 unterschrieb er dann beim brasilianischen Verein Coritiba FC einen Vertrag bis zum Ende der Saison 2024. Er bestritt dort 11 von 19 möglichen Ligaspielen, in denen er drei Tore schoss. 
Anfang Februar 2024 wechselte er kurz vor Ende des Wintertransferfenster zurück nach Belgien und unterschrieb einen Vertrag beim Erstdivisionär KV Mechelen. Dort bestritt er 13 von 18 möglichen Ligaspielen, in denen er erneut drei Tore schoss. Zum Saisonende endete sein Vertrag. Slimani unterzeichnete dann im September der Jahres zum zweiten Malin seiner Heimat bei Belouizdad. Der Kontrakt erhielt eine Laufzeit über zwei Jahre. Im Januar 2025 ging der Spieler erneut nach Belgien. Er wurde an den KVC Westerlo ausgeliehen. Die Leihe wurde bis zum Ende der Division 1A 2024/25 befristet. Leistungsbedingt sah der Klub von einer Vertragsverlängerung ab.

### Nationalmannschaft
Im Oktober 2009 wurde Slimani für das einwöchige Trainingslager der algerischen A'-Nationalmannschaft in Algier eingeladen. Am 9. März 2010 wurde er von Trainer Abdelhak Benchikha für das Qualifikationsspiel gegen Libyen bei der afrikanischen Nationenmeisterschaft 2011 nominiert. Er wurde nachnominiert um seinen verletzten Teamkollegen Youcef Saïbi zu ersetzen. Jedoch kam er nicht zum Einsatz, Algerien gewann das Spiel mit 1:0. Am 12. Mai 2012 wurde Slimani erstmals für die A-Nationalmannschaft nominiert, nämlich für die Qualifikationsspiele im Rahmen der Fußball-Weltmeisterschaft 2014 gegen Ruanda und Mali, sowie für das Qualifikationsspiel im Rahmen der Fußball-Afrikameisterschaft 2013 gegen Gambia. Sein Länderspieldebüt absolvierte er am 26. Mai als Einwechselspieler beim Freundschaftsspiel gegen Niger. In beiden WM-Qualifikationsspielen war Slimani jeweils einmal erfolgreich, gegen Gambia erzielte er sogar einen Doppelpack. Ebenso nahm er mit Algerien an der Fußball-Afrikameisterschaft 2013 teil. In diesem Turnier gelang ihm allerdings kein Treffer. Ein Jahr später kam Slimani im Rahmen der Fußball-Weltmeisterschaft 2014 in Brasilien viermal zum Einsatz, wobei er in den Vorrundenspielen gegen Südkorea und Russland jeweils mit entscheidende Treffer erzielte. Er hatte somit maßgeblichen Anteil an dem Achtelfinaleinzug der Algerier, wo man dann jedoch mit 1:2 nach Verlängerung gegen Deutschland ausschied. Bei der WM 2014 wurde er zweimal zum Man of the Match ausgezeichnet, bei den Spielen gegen Russland und Südkorea. Slimani gehörte zum Kader der algerischen Nationalmannschaft beim Afrika-Cup 2015, 2017 und 2019. Bei dem Turnier im Jahr 2019 wurde er mit der Nationalmannschaft Afrikameister und kam dabei in drei Partien zum Einsatz, einschließlich beim 1:0-Finalsieg über den Senegal. Mit aktuell 46 Treffern in 101 Länderspielen (Stand Januar 2024) ist der Stürmer außerdem Rekordtorschütze seines Landes.
Durch seinen Treffer am 16. November 2023 im Spiel zur WM-Qualifikation 2026 zum 3:1-Endstand gegen Somalia stellte Slimani den Rekord von Didier Drogba für die meisten erzielten Tore (18) in der Historie der afrikanischen Weltmeisterschaftsqualifikationen ein.
Mit seinem 101. Länderspiel am 20. Januar 2024 im Rahmen des Afrika-Cup 2024 wurde Slimani zum Rekordnationalspieler Algeriens. 

## Erfolge
Nationalmannschaft
- Afrikameister: 2019

Sporting Lissabon
- Portugiesischer Pokalsieger: 2015
- Portugiesischer Superpokalsieger: 2015

## Auszeichnungen
- Algeriens Fußballer des Jahres: 2013